# Рьёперу (кантон)
Рьёперу́ (фр. Rieupeyroux) — кантон во Франции, находится в регионе Юг — Пиренеи, департамент Аверон. Входит в состав округа Вильфранш-де-Руэрг.
Код INSEE кантона — 1226. Всего в кантон Рьёперу входят 6 коммун, из них главной коммуной является Рьёперу.

## Коммуны кантона
| Коммуна          | Население, чел. (2006) | Почтовый индекс | Код INSEE |
| ---------------- | ---------------------- | --------------- | --------- |
| Вабр-Тизак       | 415                    | 12240           | 12285     |
| Ла-Бастид-л’Эвек | 882                    | 12200           | 12021     |
| Ла-Капель-Бле    | 357                    | 12240           | 12054     |
| Превенкьер       | 290                    | 12350           | 12190     |
| Рьёперу          | 2 157                  | 12240           | 12198     |
| Сен-Сальваду     | 432                    | 12200           | 12245     |

## Население
Население кантона на 2006 год составляло 4 397 человек.
| 1962  | 1968  | 1975  | 1982  | 1990  | 1999  | 2006  | 2007 |
| ----- | ----- | ----- | ----- | ----- | ----- | ----- | ---- |
| 5 276 | 5 725 | 5 438 | 5 379 | 4 944 | 4 533 | 4 397 | —    |